# Otto Jessen (Philologe)
Otto Jessen (* 18. Juli 1864 in Hamburg; † 21. Dezember 1936 in Berlin) war ein deutscher Klassischer Philologe und Journalist.

## Leben
Otto Jessen, Sohn des gleichnamigen Gewerbeschuldirektors Otto Jessen (1826–1904), besuchte das Gymnasium Johanneum und ab 1880 das Friedrich-Wilhelm-Gymnasium zu Berlin, wohin seine Familie umgezogen war. Nach der Reifeprüfung ging er im Frühjahr 1883 an die Universität Greifswald, wo er Klassische Philologie und Geschichte studierte. Zu seinen akademischen Lehrern zählten Ulrich von Wilamowitz-Moellendorff, Adolph Kießling und Otto Seeck.
Im Herbst 1884 wechselte er an die Universität Berlin, wo er neben den Seminarübungen bei Adolf Kirchhoff und Johannes Vahlen die Vorlesungen von Ernst Curtius, Hermann Diels und Carl Robert hörte. Robert, der Philologie und Archäologie gleichermaßen vertrat, prägte ihn am meisten. Auf seinen Vorschlag ging Jessen im Herbst 1885 für zwei Semester an die Universität München, wo er archäologische Vorlesungen bei Adolf Furtwängler und philologische bei Rudolf Schöll, Wilhelm von Christ und Eduard Wölfflin hörte. Während seines Studiums wurde er 1884/85 Mitglied der Akademischen Liedertafel Berlin im Sondershäuser Verband. 1889 wurde Jessen in Berlin mit der Dissertation Prolegomena in catalogum Argonautarum promoviert und bestand das Staatsexamen für das Höhere Lehramt. Nach dem Studium arbeitete Jessen als Kandidat, ab 1890 als Oberlehrer am Berliner Friedrichsgymnasium.
Neben dem Schuldienst verfasste Jessen im Auftrag von Georg Wissowa über 800 Artikel für Paulys Realencyclopädie der classischen Altertumswissenschaft. Gleichzeitig wurde Jessen von Wilhelm Heinrich Roscher als Mitarbeiter an dessen Ausführlichem Lexikon der griechischen und römischen Mythologie herangezogen.
Im Frühjahr 1893 verließ Jessen den Schuldienst und arbeitete bei der Nachrichtenagentur Wolffs Telegraphisches Bureau. 1895 wurde er nach München versetzt, wo er das Süddeutsche Korrespondenzbüro leitete. 1911 wechselte er nach Hamburg, wo er Leiter der örtlichen Filiale des Wolffschen Bureaus war. 1913 wurde er Abteilungsleiter der Berliner Zentrale, wo er bis zu seinem Eintritt in den Ruhestand (1929) wirkte.